# Arniston

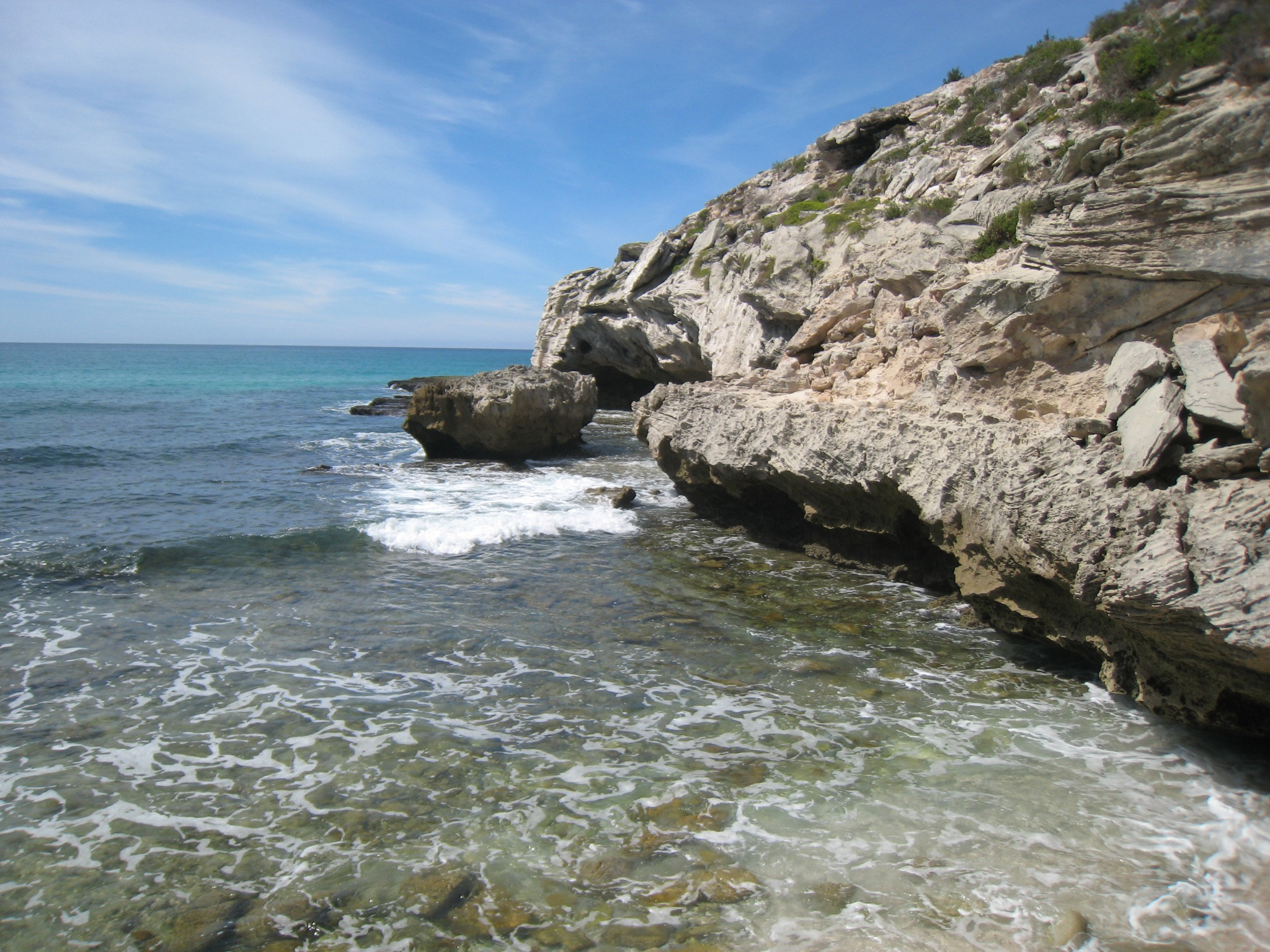
Höhlen bei Arniston – nur bei Niedrigwasser begehbar

Arniston, auch Waenhuiskrans (afrikaans), ist ein ehemaliges Fischerdorf mit 1267 Einwohnern (Stand 2011) in der Gemeinde Cape Agulhas, Distrikt Overberg, Provinz Westkap in Südafrika. Kapstadt ist etwa 200 Kilometer entfernt; die nächstgelegene Stadt ist Bredasdorp in 25 Kilometer Entfernung.

## Geschichte
Benannt wurde der Ort, als eine Gruppe burischer Jäger in den Felsen am Meer eine Höhle entdeckte, die ihrer Ansicht nach groß genug war, mehreren ihrer Ochsenwagen Schutz zu bieten. Sie wurde „Waenhuiskrans“ genannt (deutsch etwa: Wagenhaushöhle, Garagenhöhle) und ist nur bei Niedrigwasser begehbar.
Der Name Arniston geht zurück auf einen gleichnamigen britischen Truppentransporter, der am 30. Mai 1815 hier vor der Küste in einem Sturm an den Riffen zerschellte. Es gab nur sechs Überlebende, 372 Menschen verloren ihr Leben. Die Überlebenden wähnten sich zuerst nördlich/nordwestlich von Kapstadt und machten sich deswegen auf den Weg Richtung Osten, wo sie die Stadt vermuteten. Erst nach einigen Tagen erkannten sie, dass sie in die falsche Richtung gelaufen waren, und machten kehrt. Als sie wieder an der Unglücksstelle ankamen, fanden sie eine Kiste Mehl, die aus dem Wrack angespült wurde, wovon sie sich ernähren konnten. Später wurden sie von einem Farmerssohn entdeckt. Die meisten Überreste des Wracks befinden sich heute im nahegelegenen Bredasdorp im Shipwreck Museum.
Die Arniston war 53,8 m lang, 13,2 m breit und hatte drei Decks und drei Masten. Sie wurde für die Britische Ostindien-Kompanie 1794 in Großbritannien gebaut und führte zwischen 1795 und 1813 acht erfolgreiche Fahrten nach Indien und China durch. Das Wrack liegt sechs Kilometer östlich von Arniston in einer Tiefe von vier bis fünf Metern in einer Entfernung von 900 Metern zum Strand. Mit der Zeit wurde der Name des Wracks Synonym für den Ort selber.
In der Nähe des Ortes befindet sich auch die Overberg Test Range, ein Testgelände und Raketenstartplatz.

## Sehenswürdigkeiten
- Waenhuiskrans Nature Reserve, ein ausgedehntes Dünengebiet (266 Hektar) am Ortsrand mit Aussicht auf die Küste und riesigen Höhlen